# Henrik von Appen
Henrik von Appen Piedrabuena (Santiago, 15 de diciembre de 1994) es un esquiador alpino chileno.

## Vida personal
Estudia ingeniería comercial en la Universidad de Chile durante un semestre al año. Pasa la mayor parte de su tiempo en el valle de Aosta (Italia).

## Carrera deportiva
Fue cuatro veces sudamericano. En 2017 el periódico La Tercera lo nombró «Héroe del Deporte»; también ha ganado el «Cóndor de Oro» del Círculo de Periodistas Deportivos.
Ha participado en tres campeonatos mundiales. Su mejor resultado lo obtuvo en 2017 en Suiza, donde finalizó en el 18.º lugar en la prueba de descenso. En 2016 había debutado en la Copa del mundo de esquí alpino.

### Sochi 2014
Compitió por Chile en los Juegos Olímpicos de Invierno de 2014 en Sochi (Rusia).
Participó en los eventos de combinado (donde finalizó en el 32.º lugar), descenso (donde terminó 41.º), eslalon gigante (donde no pudo finalizar la primera ronda) y súper gigante (donde quedó en el 32.º puesto).

### Pyeongchang 2018
Volvió a representar a su país en los Juegos Olímpicos de Invierno de 2018 en Pyeongchang (Corea del Sur), en los eventos de descenso y súper gigante. Allí fue el abanderado de la delegación chilena en la ceremonia de apertura. Semanas antes, había sufrido un accidente en Italia que le provocó un corte que le afectó músculos, tendones y ligamentos, poniendo en duda su participación en los Juegos Olímpicos de invierno.
En el evento de descenso alcanzó el puesto 34.º, con un tiempo de 1:44.02; mientras que en el evento de súper gigante alcanzó el 30.º lugar, con un tiempo de 1:27.57. En la prueba combinada no logró finalizar para cuidar su muñeca derecha.